# 보이니크

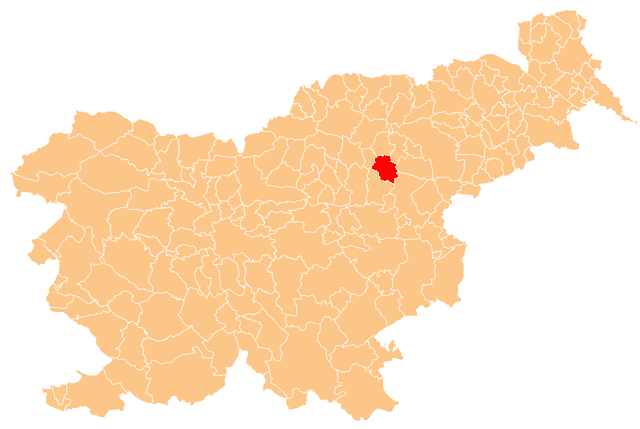
보이니크의 위치

보이니크(슬로베니아어: Vojnik, 독일어: Hoheneck 호헤네크[*])는 슬로베니아의 도시로 면적은 75.3km2, 인구는 7,825명(2002년 기준), 인구 밀도는 103.9명/km2이다.